# 亳
亳是中国古地名。
《尚书》“立政”记载有“三亳”，晋朝人皇甫谧认为三亳分别为北亳（位于蒙）、南亳（位于穀熟）和西亳（位于偃师）。根据《括地志》的记载，北亳，又称景亳，在宋州北五十里大蒙城（今商丘梁园区）；南亳在宋州穀熟县西南三十五里（今河南虞城西南）；西亳在河南偃师（今河南偃师西）。今安徽省亳州市的名称即取自古代南亳。

## 亳都
据史书记载，帝喾和商汤的都城在亳，从汤到中丁，商朝一共六代十一王，在亳定都150年。但对亳都的具体位置，则有争议，历史上共计有6种说法，分别为西亳说、南亳说、北亳说、杜亳说、垣亳说及郑亳说。当代主要有西亳说和郑亳说两种说法，两派之间仍有争论。
西亳说认为亳都位于偃師商城遺址，而郑亳说则认为亳都位于郑州的商城遗址。